# ویلیام موریس دیویس
ویلیام موریس دیویس (به انگلیسی: William Morris Davis) (۱۲ فوریه ۱۸۵۰ - ۵ فوریه ۱۹۳۴) ژئومورفولوژیست (ژئومورفولوگ)، جغرافی‌دان و زمین‌شناس آمریکایی بود. دیویس سهم عمده‌ای در تفکیک دانش‌های جغرافیا، هواشناسی و زمین‌شناسی داشت و از او اغلب با عنوان پدر جغرافیای آمریکا یاد می‌شود.

## زندگی‌نامه
ویلیام موریس دیویس در سال ۱۸۵۰ میلادی در فیلادلفیای ایالت پنسیلوانیای آمریکا زاده شد. او تحصیلات دانشگاهیش را در دانشگاه هاروارد در سن ۲۹ سالگی به پایان رساند و در ۱۸۷۸ به عنوان آموزشیار جغرافیای طبیعی مشغول کار شد. پس از آن در ۱۸۸۵ به عنوان استادیار و در ۱۸۹۹ به عنوان استاد درس زمین‌شناسی تا هنگام بازنشستگیش در ۱۹۱۲ در هاروارد تدریس نمود.
ویلیام موریس دیویس را به عنوان پدر جغرافیای آمریکا (به ویژه ژئومورفولوژی) می‌شناسند زیرا او نخستین کسی است که جغرافیای حرفه‌ای را در این کشور معرفی نمود. دیویس با بنیان‌گذاری و تثبیت جغرافیا به عنوان یک رشته مستقل دانشگاهی و سازمان‌دهی اندیشه در جغرافیای طبیعی و به‌ویژه ژئومورفولوژی، عنوان پدر جغرافیای دانشگاهی آمریکا را به خود اختصاص داد. وی از جمله جغرافی‌دانانی است که کوشیدند با پیوندهای هواشناختی، زمین‌شناسی و جغرافیا نظم پنهان طبیعت را کشف کنند و در قلمرو دانش جغرافیا به نظریه‌پردازی و الگوسازی عملکرد طبیعت بپردازند. مهم‌ترین دستاورد علمی او در زمینه جغرافیا، مدل چرخه فرسایش بود که در ۱۸۸۴ آن را معرفی نمود. این مدل بیان می‌داشت که چگونه رودخانه‌ها باعث ایجاد تغییرات در سطح زمین می‌شوند. نظریه چرخه فرسایش دیویس، مهم‌ترین و بارزترین نقش او در علوم زمین است. او این طرح را برای بیان تاریخچهٔ جغرافیای طبیعی پنسیلوانیا، نیوانگلند، ایالت راین، ترکستان و بسیاری مناطق دیگر به کار برد. او بر اساس این نظریه بیان کرد رشته‌کوه‌هایی که زمانی بلند و مرتفع بوده‌اند، در طول زمان به وسیله تخریب تدریجی پست شده و در نتیجهٔ این فرایند به یک شبهجلگه یا دشت‌گون تبدیل شده‌اند. علاوه بر این دیویس خاطرنشان می‌سازد که پس از تکمیل چرخه فرسایش، بسیاری از شبه‌جلگه‌های قدیمی بالا رانده شده و دوباره توسط رودها به‌طور عمیق بریده و قطعه‌قطعه می‌شوند. بسیاری از نوشته‌های دیویس بر اساس چرخه فرسایش بودند ولی تألیف کتاب «رودخانه‌های پنسیلوانیا» در سال ۱۸۸۹ نخستین اظهارات و تشریح این موضوع بود. کاملاً آشکار است که وی در نظریه چرخه فرسایش از نظریه تکامل جانوری داروین تأثیر گرفته‌است.
آثار علمی و پژوهشی دیویس شامل بیش از ۵۰۰ مقاله پرحجم و نسبتاً مفصل در مجلات و ژورنال‌های اروپا و آمریکا، چند جلد کتاب حجیم و تعداد زیادی یادداشت‌های کوتاه است که عمدتاً مربوط به جغرافیای طبیعی، تدریس جغرافیا در مدارس و دانشگاه‌ها و ژئومورفولوژی است. ارزش آثار دیویس علاوه بر محتوای علمی، در استفادهٔ فراوان از نمودارهای حجمی برای نمایش پدیده‌های ژئومورفولوژی و زمین‌شناختی است.
دیویس تنها چند روز پیش از تولد ۸۴ سالگیش در ۵ فوریه ۱۹۳۴ و به هنگام کار روی دست نوشته‌های ناتمامش در پاسادنای کالیفرنیا درگذشت.
ویلیام موریس دیویس در طول عمر خود سه همسر اختیار کرد و از مرگ دو همسر آرزده شد. او در سال ۱۸۷۹ با الن. بی. وانر، در سال ۱۹۱۴ با ماری. ام وایمان و در ۱۹۲۸ با لوسی ال. تنانت ازدواج کرد. این سه زن همسران شفیق، یاور دلسوزی برای دیویس بودند، زیرا با پذیرش بسیاری از مسئولیت‌های خانواده، وقت او را برای انجام او را برای انجام کارهای عمی- پژوهشی در داخل و خارج خانه آزاد می‌گذاشتند.